# Emmanuel de Graffenried
Emmanuel de Graffenried, dit « Toulo », né le 18 mai 1914 à Paris, France, et mort le 22 janvier 2007 à Lonay, Suisse, est un pilote automobile suisse. Il a notamment disputé vingt-deux Grands Prix de championnat du monde de Formule 1, de sa création en 1950 à 1956, et a inscrit un total de neuf points.

## Biographie
Dès l'âge de douze ans, il conduit des motos dans l'allée de la propriété familiale et, à quinze ans, possède déjà sa propre voiture. Pilote à classer dans la catégorie des « gentlemen drivers », c'est-à-dire les jeunes hommes de bonne famille qui mettent à profit leur aisance financière pour courir au plus haut niveau, Emmanuel de Graffenried fait ses débuts en compétition en 1936 lors des Mille Miglia, au volant d'une Alfa Romeo 6C 1750, avant de participer à diverses épreuves au volant de Maserati privées.
Au sortir de la Seconde Guerre mondiale, il retrouve la compétition et remporte en 1949 la plus belle victoire de sa carrière, le Grand Prix de Formule 1 de Grande-Bretagne, à Silverstone. En 1950, le championnat du monde de Formule 1 est créé, et le Suisse s'y engage avec une Maserati 4CLT tipo 48 de l'équipe Enrico Platé. Ses belles performances lui valent d'être ponctuellement intégré, en 1951, à l'équipe d'usine d'Alfa Romeo. Il inscrit ses premiers points au championnat du monde au volant d'une Alfa Romeo Tipo 159, avec une cinquième place lors de son Grand Prix national. 
En 1952, il retrouve les Maserati 4CLT de Enrico Plate. Il participe aussi à quelques Grands Prix hors championnat comme celui d'Aix les Bains où il termine troisième. En 1953, il fonde sa propre équipe, Baron de Graffenried, qui aligne les nouvelles et redoutables Maserati A6GCM. Il obtient cette saison ses meilleurs résultats avec deux cinquièmes places à Zandvoort et au Nurburgring et une quatrième place à Spa-Francorchamps. Il se classe huitième du championnat du monde. 

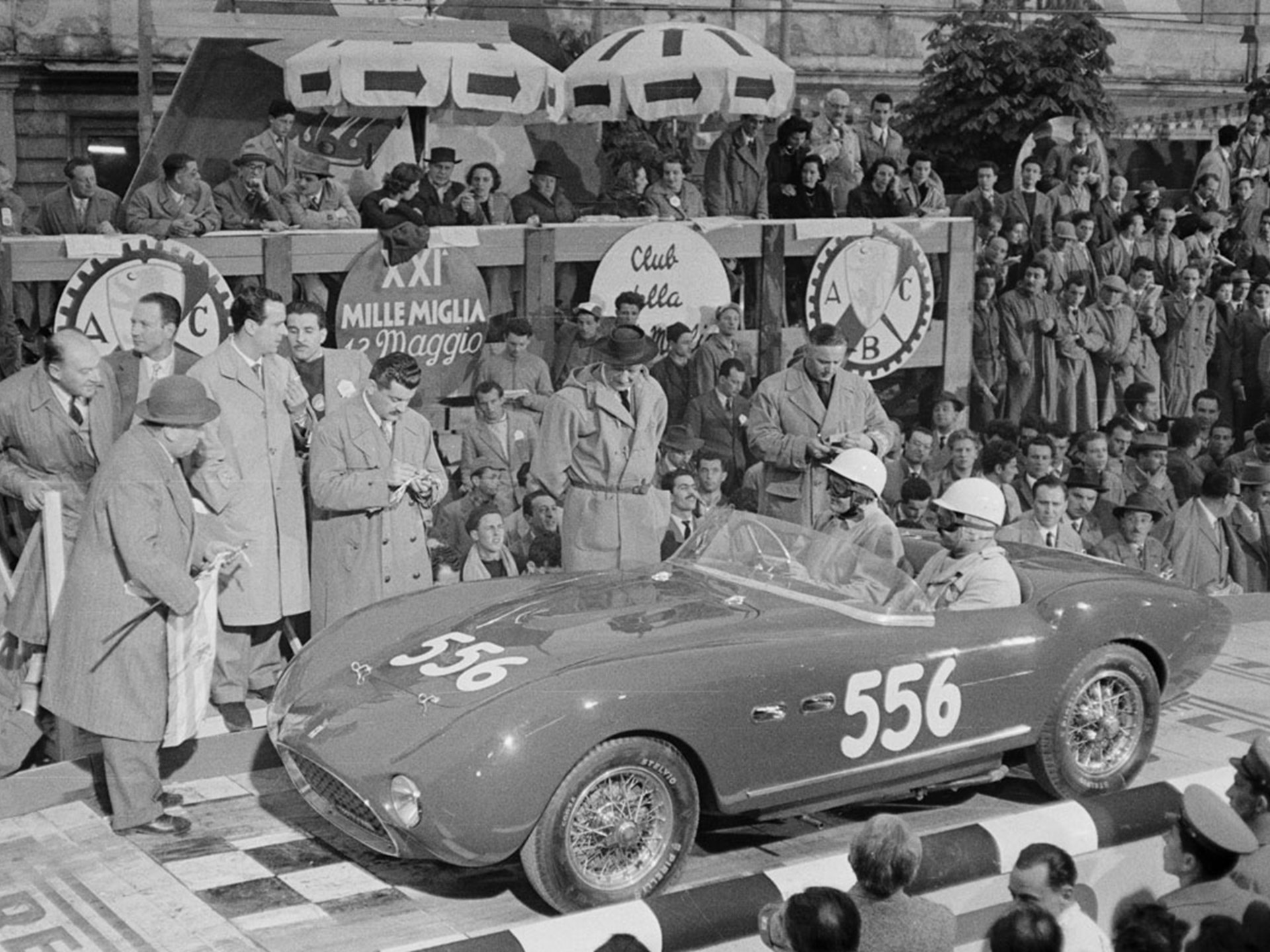
Emmanuel de Graffenried et G. Paravicini au volant d'une Ferrari 166 lors des Mille Miglia 1954.

En 1954, il ne dispute que deux Grands Prix en championnat. En 1955, Emmanuel de Graffenried joue la doublure de Kirk Douglas dans les scènes de course du film The Racers (Le Cercle infernal). Il met un terme à sa carrière en Formule 1 à l'issue d'une ultime apparition au Grand Prix d'Italie 1956 sur une Maserati 250F pour le compte de la Scuderia Centro Sud où il finit septième.
En 1962, à Villars-sur-Ollon, il fonde le Club international des anciens pilotes de Grand Prix de Formule 1 avec Louis Chiron, Gianfranco Comotti, Albert Divo, Juan Manuel Fangio, Giuseppe Farina et Paul Frère. Il le préside de 1980 à 2002 et en devient par la suite président d'honneur. 
Reconverti comme concessionnaire à Lausanne, Emmanuel de Graffenried fait son retour dans les paddocks lors des années 1970, en tant qu'ambassadeur du fabricant de tabac Philip Morris, alors très impliqué en Formule 1 via sa marque Marlboro. 
En 1975, il est à l'initiative de la renaissance du Grand Prix de Suisse après plus de vingt ans d'absence, sur le circuit de Dijon-Prenois (remporté par son compatriote Clay Regazzoni).
Il est l'ultime pilote à avoir pris le départ du premier Grand Prix de l'histoire du championnat du monde, le 13 mai 1950 à Silverstone. Le dernier participant survivant de cette course est le Britannique Tony Rolt, décédé le 6 février 2008, absent de la grille de départ mais qui a relayé son compatriote Peter Walker après quelques tours.
En l'espace de quelques semaines, avec la mort de Clay Regazzoni le 15 décembre 2006 et de « Toulo » le 22 janvier 2007, la Suisse a perdu deux de ses trois vainqueurs de Grand Prix de Formule 1, le troisième étant Jo Siffert décédé en course en 1971.

## Résultats en championnat du monde de Formule 1
| Saison | Écurie                  | Châssis                         | Moteur                                    | Pneus   | GP disputés | Points inscrits | Classement |
| ------ | ----------------------- | ------------------------------- | ----------------------------------------- | ------- | ----------- | --------------- | ---------- |
| 1950   | Enrico Plate            | Maserati 4CLT/48                | Maserati 4 en ligne                       | Pirelli | 4           | 0               | n. c.      |
| 1951   | Enrico Plate Alfa Romeo | Maserati 4CLT/48 Alfa Romeo 159 | Maserati 4 en ligne Alfa Romeo 8 en ligne | Pirelli | 5           | 2               | 15e        |
| 1952   | Enrico Plate            | Maserati 4CLT                   | Maserati 4 en ligne                       | Pirelli | 3           | 0               | n. c.      |
| 1953   | Baron de Graffenried    | Maserati A6GCM                  | Maserati 6 en ligne                       | Pirelli | 7           | 7               | 8e         |
| 1954   | Baron de Graffenried    | Maserati A6GCM                  | Maserati 6 en ligne                       | Pirelli | 2           | 0               | n. c.      |
| 1956   | Scuderia Centro Sud     | Maserati 250F                   | Maserati 6 en ligne                       | Pirelli | 1           | 0               | n. c.      |

## Victoires
Formule 1 (hors championnat du monde, celui-ci étant créé en 1950 pour les pilotes) :
1. Grand Prix de Suisse orientale 1948 sur Maserati 4CL[1] ;
2. Grand Prix de Suisse orientale 1949 sur Maserati 4CL[2] ;
3. Grand Prix de Grande-Bretagne 1949 sur Maserati 4CLT[3] ;

Note : également troisième du Grand Prix de Monaco en 1948 avec la 4CL.
Formule 2 :
1. Grand Prix de Syracuse 1953 sur Maserati A6GCM[5] ;
2. Lavant Cup de Goodwood 1953 sur Maserati A6GCM[6] ;
3. Eifelrennen 1953 sur Maserati A6GCM[7].

Voitures de sport :
1. 1954 : Grand Prix de Rio de Janeiro (sur Maserati A6GCS) ;
2. 1954 : Grand Prix de São Paulo (sur Maserati A6GCS).

## Récompenses
Le BP Racing Trophy (le « piston doré » de la presse spécialisée suisse) lui est remis en 1975 pour sa carrière de 1936 à 1957 (pilote helvète le plus titré).